# Jane Dieulafoy
Jane Dieulafoy, właśc. Jane-Henriette-Paule-Rachel Magre (ur. 29 czerwca lub 29 lipca 1851 w Tuluzie, zm. 25 maja 1916 w Pompertuzat) – francuska antropolożka, archeolożka, podróżniczka, powieściopisarka i dziennikarka. Jej mężem był Marcel-Auguste Dieulafoy, inżynier kolejnictwa. Wraz z nim prowadziła wykopaliska w Suzie.

## Życiorys
Jane Dieulafoy urodziła się jako Jeanne Henriette Magre w zamożnej kupieckiej rodzinie w Tuluzie. Od 1862 do 1870 studiowała w Couvent de l'Assomption d'Auteuil znajdującym się na przedmieściach Paryża. W maju 1870, w wieku 19 lat, wyszła za mąż za Marcela Dieulafoya. W tym samym roku rozpoczęła się wojna francusko-pruska. Marcel zgłosił się na ochotnika do wojska, po czym został wysłany na front. Jane, chcąc towarzyszyć mężowi, przebrała się w żołnierski mundur i walczyła u jego boku. Pod koniec walk francusko-pruskich, a także po zakończeniu działań wojennych, Marcel pracował w przedsiębiorstwie kolejowym. Pomimo zatrudnienia przez następne dziesięć lat Dieulafoyowie podróżowali między innymi po Persji, Egipcie i Maroku w celach archeologicznych. W tym czasie Marcel coraz bardziej interesował się różnicami między architekturą Wschodu i Zachodu, a w 1879 postanowił ostatecznie poświęcić się archeologii. Podczas pobytu w Suzie małżeństwo odkryło wiele zabytków i artefaktów, które później przywiozło do Francji. W 1886 za jej zasługi prezydent Francji odznaczył ją Orderem Narodowym Legii Honorowej. W 1888 roku Hachette wydało dziennik, dokumentujący jej odkrycia podczas pobytu w Suzie (1884–1886). Od 1904 do swojej śmierci w 1916 zasiadała w jury francuskiej nagrody literackiej Prix Femina. 

## Publikacje
- La Perse, la Chaldée et la Susiane (wydana również w języku niderlandzkim)[17][18]
- L'Orient sous le voile: de Chiraz à Bagdad, 1881-1882[19]
- Volontaire, 1792-1793[20]
- Aragon et Valence: Barcelone, Saragosse, Sagonte, Valence[21]
- Parysatis[22]
- Isabelle la Grande: reine de Castille, 1451-1504: ouvrage illustré de 38 planches hors texte[23]
- Rose d'Hatra[24]